# Гандбольний союз Республіки Сербської
Гандбольний союз Республіки Сербської (серб. Рукометни савез Републике Српске) — спортивна організація, яка займається управлінням гандбольними клубами і національними збірними Республіки Сербської, призначенням гандбольних суддів й організацією спортивних змагань на території Республіки Сербської. Співпрацює з Міністерством у справах сім'ї, молоді та спорту Республіки Сербської. Штаб-квартира знаходиться в Баня-Луці в будинку 16 по вулиці Сіми Матавуля.

## Діяльність союзу

### Змагання
Під контролем союзу знаходяться чоловіча та жіноча збірні з гандболу, що беруть участь тільки в товариських матчах. Союз організовує національні змагання з гандболу серед чоловіків і жінок, системою керує Скупщина гандбольного союзу. Проводяться наступні змагання:
- Перша ліга Республіки Сербської серед чоловіків
- Перша ліга Республіки Сербської серед жінок
- Друга ліга Республіки Сербської (зони «Захід» і «Схід»)
- Кубок Республіки Сербської (чоловіки і жінки)
- Турніри серед ветеранів і школярів
- Інші турніри
- Товариські матчі збірних

### Структура
До складу гандбольного союзу Республіки Сербської входять п'ять регіональних союзів, які представляють міста Баня-Лука, Прієдор, Добой, Бієліна та Требинє. Також усоюз входять об'єднання гандбольних клубів Першої ліги, гандбольних суддів і гандбольних тренерів.

## Команди
Команди реєструються основними судами Республіки Сербської, Міністерством у справах сім'ї, молоді та спорту Республіки Сербської і Гандбольним союзом Республіки Сербської.

### Чоловічі
- Борац (Баня-Лука)[1]
- Косиг (Баня-Лука)
- Омладинац (Баня-Лука)[2]
- Цепелін (Баня-Лука)
- Младост (Баня-Лука)
- Славія (Східне Сараєво)
- Леотар (Требинє)
- Бієліна[3]
- србац[4]
- Дервента[5]
- Слога (Добоой)[6]
- Локомотіва (Брчко)
- Партизан (Козарська-Дубиця)
- Прієдор
- Дрина (Зворнік)
- Теслич
- Херцеговина (Невесіньє)
- Кото-Варош
- Брод
- Слога (Прнявор)
- Козара (Козарська-Дубиця)[7]

### Жіночі
- Леотар (Требинє)
- Борац (Баня-Лука)
- Міра (Прієдор)
- Добой
- Єдинство (Брчко)
- Врбас (Баня-Лука)
- Раднік (Бієліна)
- Рогатиця (Братунац)
- Кнежополька (Козарська-Дубиця)
- Дубиця (Козарська-Дубиця)
- Брод
- Боря (Теслич)

## Збірна
Чоловіча збірна Республіки Сербської з гандболу провела свій перший матч 16 червня 2014 року проти Сербії в Баня-Луці і програла з рахунком 34:44. За збірну РС грали такі відомі гандболісти світу, як Даніел Шарич і Младен Боїнович.